# Yves Beauregard
Yves Beauregard, né en 1952 à Saint-Eugène-de-Grantham dans le Centre-du-Québec est un historien, collectionneur, conférencier et auteur québécois.
Il est un des cofondateurs de la revue d'histoire Cap-aux-Diamants éditée depuis 1985.

## Biographie
Yves Beauregard étudie à l’Université Laval. Il rédige sa thèse de maîtrise sur l’histoire de son village natal, Saint-Eugène-de-Grantham. 
Pendant sa maîtrise, lui et un groupe d’historiens cherchant un moyen de communiquer leurs résultats de recherche au grand public, il leur vient à l’esprit de créer une revue d’histoire du Québec vulgarisée. Il collabore ainsi à fonder le périodique Cap-aux-Diamants en avril 1985. Yves Beauregard en devient le directeur en 1993.
En 1991, il participe à la fondation du Club des cartophiles québécois dont il est président pendant douze ans. Depuis 2003, il occupe le poste de rédacteur en chef du bulletin Cartes postales, publié par le club,. Impliqué dans le domaine de l’histoire et de la culture, il dirige depuis 1994 la revue de cinéma Séquences. 
Tout au long de sa carrière, l’historien transmet son expertise à plusieurs organismes et institutions, agissant notamment à titre de recherchiste, rédacteur, conservateur invité, historien-conseil et évaluateur de fonds d’archives.
En 2007, l’historien donne sa collection de photographies anciennes au Musée national des beaux-arts du Québec, collection regroupant plus de 3400 clichés réalisés par plus de 200 photographes entre 1850 et 1950.
En 2013, grâce aux documents qu’il a amassés durant 20 ans, il contribue à faire connaître l’histoire du boxeur franco-américain Lucien Brouillard, aussi natif de Saint-Eugène-de-Grantham.

## Ouvrages publiés
- 1978 : Saint-Eugène 1878-1978. Sa chapelle. Son église. Saint-Eugène, 1978. 46 p., Yves Beauregard et Clément Rondeau.
- 1979 : L’écho du moulin à feu, 1879-1979. Saint-Eugène-de-Grantham, Comité du Centenaire, 1979. 84 p., en collaboration
- 1980 : Histoire de Saint-Eugène-de-Grantham 1878-1978
- 1981 : Bâtir un village au Québec. Saint-Eugène-de-Grantham[6]
- 1983 : Répertoire numérique du fonds Félix-Antoine Savard. Québec, Université Laval. Division des archives, 1983. 64 p., Maryse Thivierge et Yves Beauregard
- 1986 : Bibliographie du Centre-du-Québec et des Bois-Francs, INRS, 495 p. (Coll. Instruments de recherche no 9).
- 1989 : Yves Beauregard (dir).RÉPERTOIRE DES PHOTOGRAPHES DE QUÉBEC 1840-1975. Québec, Archives du Séminaire de Québec, 1989, n.p[7]
- 1994 : Répertoire des éditeurs Pruneau et Kirouac. Québec, Club des cartophiles québécois, 1994, 44 p. (Répertoire I). Carrier, Charles (dir.), Yves Beauregard, Serge Juneau, Jean-Marie Lebel
- 1997 : La capitale, lieu du pouvoir  (ISBN 9-782-55117-205-4), Jean-Marie Lebel, Jacques Saint-Pierre et Yves Beauregard
- 2000  : Air France, 50 ans de fidélité à Montréal, en collaboration avec Jacques Saint-Pierre. Montréal, Air France, 2000,90 p.
- 2007 : Québec en cartes postales les cent dernières années. Québec, Éditions Anne Sigier ,2007,152 p. (codirecteur et auteur)
- 2008  : Répertoire des cartes postales du Tricentenaire de Québec en 1908. Québec, Club des cartophiles québécois, 2008, 52 p. (Répertoire no 6 et bulletin 67, printemps/été). Charles Carrier et Yves Beauregard
- 2009 : Répertoire des cartes postales de la Maison Neurdein Québec et Ontario". Québec, Club des cartophiles québécois, 2009,124 p. (Répertoire no 7).
- 2010 : Le Québec d'antan : à travers la carte postale ancienne, Jacques Saint-Pierre (auteur); Yves Beauregard (collaboration et direction du projet); Simon Beauregard (iconographie). Paris, HC éditions, 2010,160 p.

## Prix et distinctions
- 1984 : Certificat d’honneur de la Société historique du Centre-du-Québec
- 2008 : Récipiendaire du médaillon commémoratif de la Société du 400e anniversaire de la ville de Québec
- 2011 : Récipiendaire du Prix des Dix[8]
- 2015 : Prix spécial du jury des Prix d’excellence de la Société de développement des périodiques culturels québécois
- 2017 : Médaille de reconnaissance de la Société historique de Québec
- 2017 : Prix hommage décerné à la revue Cap-aux-Diamants et à son âme dirigeante par le Salon international du livre de Québec
- 2019 : Médaille d'argent pour les aînés du Lieutenant-gouverneur du Québec

## Organismes et institutions avec lesquels il a collaboré
- Institut québécois de recherche sur la culture
- Ville de Québec
- Ministère de la Culture et des Communications du Québec
- Musée du Séminaire de Québec
- Compagnie Groupe Vidéotron
- Centre d’interprétation de la vie urbaine de Québec
- Association du tourisme religieux et spirituel du Québec (ATRSQ)
- Commission des biens culturels du Québec
- Assemblée nationale du Québec
- Musée des plaines d’Abraham
- Éditions Gallimard
- Jacques Lacoursière et Gilles Carle (Épopée en Amérique)
- Musée canadien de la poste
- Compagnie Air France
- Musée de la civilisation
- Université Laval
- Société historique de Québec
- Musée de la mémoire vivante, Saint-Jean-Port-Joli
- Centre d’archives régional de Portneuf à Deschambault
- Comité de développement local de Saint-Eugène

## Collections
Yves Beauregard a cédé et cède encore des pièces de ses collections à divers organismes culturels à travers le Québec.
- Bibliothèque de l’Assemblée nationale du Québec[3]
- Bibliothèque et Archives nationales du Québec
- Bibliothèque et Archives du Canada
- Musée national des beaux-arts du Québec[5]
- Musée de la mémoire vivante
- Université de Sherbrooke[9]
- Musée Laurier, Victoriaville
- Archives de la ville de Québec
- Société d’histoire de Drummond[2]